# Kajo Wasserhövel

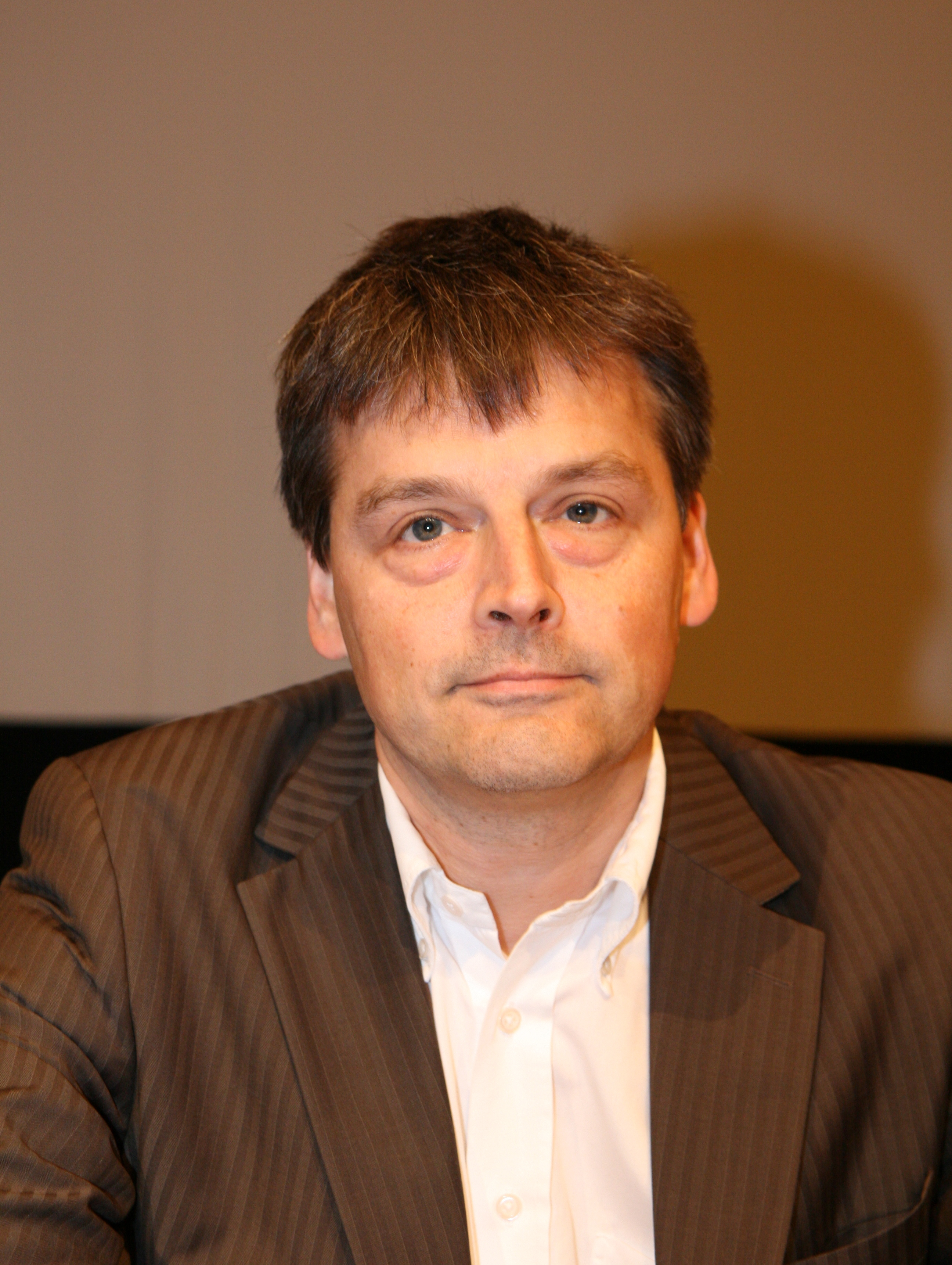
Kajo Wasserhövel, 2008

Karl-Josef „Kajo“ Wasserhövel (* 17. August 1962 in Aachen) ist ein deutscher Politiker (SPD).

## Ausbildung
Nach dem Besuch der Grundschule in Kamp-Lintfort und Bocholt sowie dem St.-Georg-Gymnasium in Bocholt legte Wasserhövel 1983 das Abitur ab. Danach leistete er bis 1985 seinen Zivildienst in der Mobilen Altenhilfe der Arbeiterwohlfahrt in Bocholt und absolvierte von 1985 bis 1991 ein Magister-Studium der Neueren Geschichte, Philosophie und Soziologie an der Westfälischen Wilhelms-Universität Münster.

## Politik und Beruf
Seit 1978 ist Kajo Wasserhövel Mitglied der SPD. Anfang der 1980er Jahre engagierte er sich in Friedensinitiativen und in der Bocholter Ortsgruppe von Amnesty International. Von 1987 bis 1989 gehörte er als Vertreter des marxistischen Freudenberger Kreises (der den „Stamokap“-Jusos zugerechnet wurde) dem Bundesvorstand der Juso-Hochschulgruppen an, der damals noch AK Hochschule beziehungsweise Bundeskoordinierungsausschuss hieß. 1988/89 war er für die Juso-Hochschulgruppe hochschulpolitischer Referent im AStA der Universität Münster.
Von 1991 bis 1995 leitete Wasserhövel als hauptamtlicher Jugendbildungsreferent das Sekretariat des Juso-Bezirks Westliches Westfalen. Seit Mitte der 1990er Jahre war er einer der engsten Mitarbeiter von Franz Müntefering, dessen politische Karrierestationen er durchgehend begleitete. 1995 war er Redenschreiber für Müntefering, der in Düsseldorf das nordrhein-westfälische Ministeramt für Arbeit, Gesundheit und Soziales bekleidete. Anschließend arbeitete er bis 1998 für den nunmehrigen SPD-Bundesgeschäftsführer Müntefering als Persönlicher Referent in Bonn. Danach leitete er bis 1999 das Büro des Bau- und Verkehrsministers Müntefering. Nachdem dieser im Oktober 1999 zum SPD-Generalsekretär gewählt worden war, war Wasserhövel bis September 2002 erneut sein Büroleiter sowie Leiter des Vorstandssekretariats beim SPD-Parteivorstand in Berlin. Im Oktober 2002 wurde Müntefering Fraktionsvorsitzender der SPD im Bundestag und Wasserhövel organisierte weiterhin sein Büro und fungierte außerdem als Leiter der Planungsgruppe der SPD-Bundestagsfraktion.
Am 22. März 2004 wurde Wasserhövel auf Vorschlag seines langjährigen Mentors zum Bundesgeschäftsführer der SPD berufen. Im Juni 2005 wurde er Wahlkampfleiter der SPD für die vorgezogene Bundestagswahl vom 18. September 2005.
Wasserhövel erhielt den Politikaward „Kampagnenmanager des Jahres 2005“, weil er dazu beigetragen hat, dass der Vorsprung der CDU gegenüber der SPD von 21 % zu Beginn des Wahlkampfes auf 1 % am Ende des Wahlkampfes gesunken ist.
Von politischen Beobachtern wird er seit Jahren als „Spin-Doctor der SPD“ bezeichnet.  Die Ankündigung von SPD-Parteichef Müntefering, Wasserhövel als künftigen Generalsekretär der Partei vorzuschlagen, löste im Oktober 2005 jedoch Widerstand innerhalb der linken Parteigruppierungen aus, die die Bundestagsabgeordnete Andrea Nahles für diese Position präferierten. Gegen Wasserhövel wurde eingewandt, dass er sich als Wahlkampforganisator zwar große Verdienste erworben habe, jedoch zu „unpolitisch“ sei, um die Partei als Generalsekretär programmatisch führen zu können. So unterlag er denn in der Vorentscheidung im Parteivorstand mit 23 zu 14 Stimmen. Daraufhin erklärte Müntefering, er werde nicht mehr als Bundesvorsitzender kandidieren. Nachdem Nahles ihren Verzicht auf den Generalsekretärs-Posten erklärte, schlug der designierte SPD-Parteichef Matthias Platzeck den Abgeordneten Hubertus Heil als neuen Generalsekretär vor.
Wasserhövel folgte Müntefering im November 2005 als beamteter Staatssekretär ins Bundesarbeitsministerium. Nachfolger von Wasserhövel als Bundesgeschäftsführer wurde der vormalige brandenburgische Staatssekretär Martin Gorholt. Am 15. September 2008 wurde Wasserhövel wieder Bundesgeschäftsführer; sein Nachfolger im Amt des Staatssekretärs war der ehemalige DGB-Vorstandssekretär Günther Horzetzky.
Wasserhövel trat bei der Bundestagswahl 2009 als Direktkandidat im Berliner Wahlkreis Treptow-Köpenick an. Er erreichte in diesem Wahlkreis Platz drei hinter Gregor Gysi und Niels Korte und verfehlte damit deutlich den Einzug in den Bundestag. Am 15. November 2009 übergab Wasserhövel das Amt des SPD-Bundesgeschäftsführers an seine Nachfolgerin Astrid Klug.
Im April 2010 war Wasserhövel zusammen mit der langjährigen Mitarbeiterin Svenja Hinrichs Mitbegründer der Strategieberatungsagentur „Elephantlogic“. Hinrichs hatte seit 1998 in unterschiedlichen Funktionen mit Wasserhövel zusammengearbeitet. „Elephantlogic“ bietet Dienstleistungen für NGOs, Wirtschaft und Politik an.
Der Hauptsitz der Agentur befindet sich in Berlin.
2016 hat Wasserhövel den Verein „Artikel 1 – Initiative für Menschenwürde e. V.“ mitbegründet. Benannt nach dem Artikel 1 des Grundgesetzes, der sich mit der Menschenwürde und den Menschenrechten befasst, ist es das Ziel des Vereins, die Kommunikation über Demokratie und Menschenwürde zu fördern. Wasserhövel ist sein Co-Vorsitzender.